# Ken Flach
Ken Flach (St. Louis (Missouri), 24 de maio de 1963 – 12 de março de 2018) foi um tenista profissional estadunidense.

## Grand Slam finais

### Duplas: 6 (4 títulos, 2 vices)
| Posição   | Ano  | Campeonato    | Piso  | Parceiro      | Oponentes                           | placar                        |
| Campeão   | 1985 | US Open       | Duro  | Robert Seguso | Henri Leconte Yannick Noah          | 6–7(5), 7–6(1), 7–6(6), 6–0   |
| Campeão   | 1987 | Wimbledon     | Grama | Robert Seguso | Sergio Casal Emilio Sánchez Vicario | 3–6, 6–7(6), 7–6(3), 6–1, 6–4 |
| Runner-up | 1987 | US Open       | Duro  | Robert Seguso | Stefan Edberg Anders Järryd         | 6–7(1), 2–6, 6–4, 7–5, 6–7(2) |
| Campeão   | 1988 | Wimbledon (2) | Grama | Robert Seguso | John Fitzgerald Anders Järryd       | 6–4, 2–6, 6–4, 7–6(3)         |
| Runner-up | 1989 | US Open       | Duro  | Robert Seguso | John McEnroe Mark Woodforde         | 4–6, 6–4, 3–6, 3–6            |
| Campeão   | 1993 | US Open (2)   | Duro  | Rick Leach    | Martin Damm Karel Nováček           | 6–7(3), 6–4, 6–2              |

### Duplas Mistas: 2 (2 títulos)
| Posição | Ano  | Campeonato    | Piso   | Parceira     | Oponentes                           | Placar           |
| Campeão | 1986 | Roland Garros | Saibro | Kathy Jordan | Rosalyn Fairbank Mark Edmondson     | 3–6, 7–6(3), 6–3 |
| Campeão | 1986 | Wimbledon     | Grama  | Kathy Jordan | Martina Navrátilová Heinz Günthardt | 6–3, 7–6(7)      |

## Olimpíadas Duplas final
| Posição | Ano  | Campeonato | Piso | Parceiro      | Oponentes                   | Placar                        |
| Ouro    | 1988 | Seul       | Duro | Robert Seguso | Sergio Casal Emilio Sánchez | 6–3, 6–4, 6–7(5), 6–7(1), 9–7 |